# Carroll County, New Hampshire
Carroll County är ett förvaltningsområde i delstaten New Hampshire, USA. Carroll är ett av tio countyn i delstaten och ligger i den östra delen av New Hampshire. Den administrativa huvudorten (county seat) är Ossipee. År 2010 hade Carroll County 47 818 invånare.

## Geografi
Enligt United States Census Bureau så har Carroll County en total area på 2 570 km². 2 419 km² av den arean är land och 151 km² är vatten. 

### Angränsande countyn
- Coos County norr
- Oxford County, Maine nordöst
- York County, Maine sydöst
- Strafford County syd
- Belknap County sydväst
- Grafton County väst